# Okres Sárvár

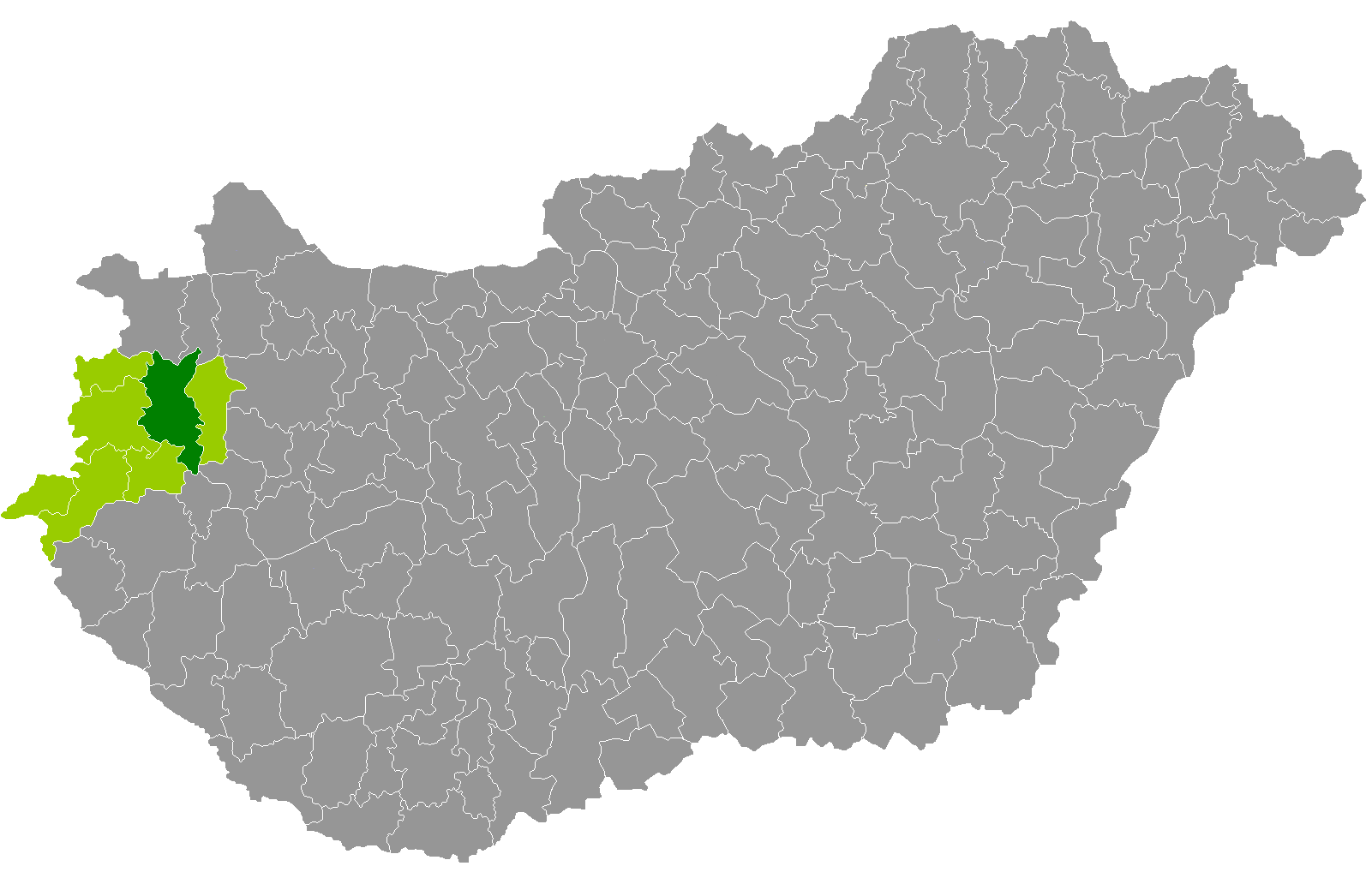
Okres Sárvár

Okres Sárvár (maďarsky Sárvári járás) je okres v Maďarsku v župě Vas. Jeho správním centrem je město Sárvár.

## Sídla
V okrese jsou dvě města a 40 vesnic.
| - Bejcgyertyános - Bő - Bögöt - Bögöte - Chernelházadamonya - Csánig - Csénye - Gérce - Gór - Hegyfalu - Hosszúpereszteg - Ikervár - Jákfa - Káld | - Kenéz - Megyehíd - Meggyeskovácsi - Mesterháza - Nagygeresd - Nemesládony - Nick - Nyőgér - Ölbő - Pecöl - Porpác - Pósfa - Rábapaty - Répcelak | - Répceszentgyörgy - Sajtoskál - Sárvár - Simaság - Sitke - Sótony - Szeleste - Tompaládony - Uraiújfalu - Vámoscsalád - Vásárosmiske - Vasegerszeg - Vashosszúfalu - Zsédeny |